# Мисливиця на вампірів
«Мисливиця на вампірів» — кінофільм режисера Леона Гантера, що вийшов на екрани в 2005 році.

## Зміст
Місто захоплене вампірами. Кровожерливі створіння буквально заполонили всі вулиці. Вдень вони ховаються під землею в своїх сховищах, а вночі виходять на полювання в пошуках свіжої крові. Люди вже не сподіваються на порятунок і щоразу з жахом чекають наступної ночі.
Тільки одна людина знає як позбавити місто від нечисті. Її ім'я Авія і у неї свої рахунки з вампірами. Колись ці тварюки знищили всю її сім'ю. Тепер у Авії тільки одна мета - вирізати під самий корінь все їхнє гниле плем'я.

## Ролі
| Актор                 | Роль |
| --------------------- | ---- |
| Еллісон Валентино     | -    |
| Родні Джексон         | -    |
| Ліаттттмн             | -    |
| Оскар Сігал           | -    |
| Майкл Джеймс Стемберг | -    |
| Carl J. Sukenick      | -    |

## Знімальна група
- Режисер — Леон Гантер
- Сценарист — Леон Гантер
- Продюсер — Леон Гантер